# ميدلتاون (رود آيلاند)
ميدلتاون (بالإنجليزية: Middletown)‏ هي بلدة تقع بولاية رود آيلاند في الولايات المتحدة. تبلغ مساحتها 38.7 (كم²)، وترتفع عن سطح البحر 47 م، بلغ عدد سكانها 16150 نسمة في عام 2010 حسب إحصاء مكتب تعداد الولايات المتحدة وتصل الكثافة السكانية فيها 480.7 نسمة/كم2.

## أعلام
- ميلفيل بول
- وايلدر دوايت بانكروفت
- مايكل فلين
- جون هيوستن

## وصلات خارجية
- The US50 - Cities and Towns in Rhode Island State
- Rhode Island Cities and Towns, Facts, Map, Flag, Colleges, Government, and More